# Quemú Quemú (departement)
Quemú Quemú is een departement in de Argentijnse provincie La Pampa. Het departement (Spaans: departamento) heeft een oppervlakte van 2.557 km² en telt 8.756 inwoners.

## Plaatsen in departement Quemú Quemú
- Colonia Barón
- Colonia San José
- Miguel Cané
- Quemú Quemú
- Relmo
- Villa Mirasol